# Exoesqueleto

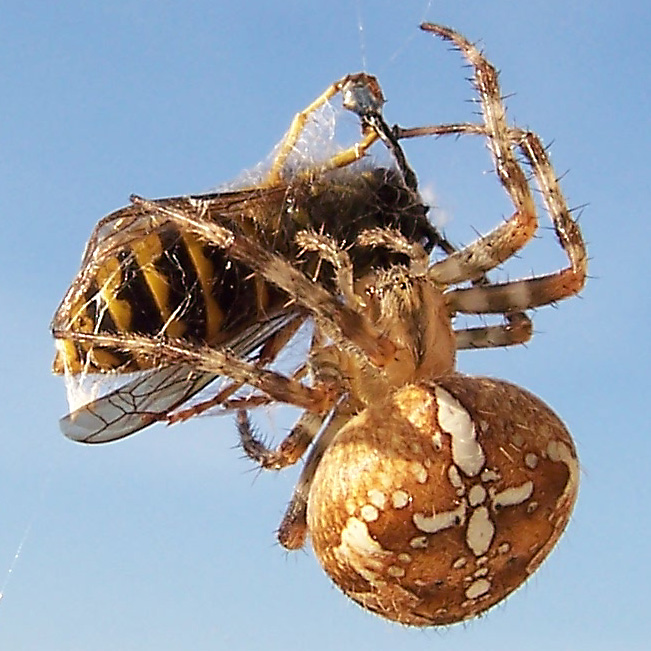
Algunas arañas inyectan fluidos a sus presas para disolver los órganos internos, manteniendo el exoesqueleto

El exoesqueleto (del griego ἔξω, éxō «exterior» y σκελετός, skeletos «esqueleto»), dermatoesqueleto, dermoesqueleto o esqueleto dérmico es el esqueleto externo continuo que recubre, protege y soporta el cuerpo de un animal, hongo o protoctista. Un dermoesqueleto recubre toda la superficie, de todos los animales del filo artrópodos (arácnidos, insectos, crustáceos, miriápodos y otros grupos relacionados), donde cumple una función protectora, de respiración y otra mecánica, proporcionando el sostén necesario para la eficacia del aparato muscular.

## Diversidad
Los dermatoesqueletos se componen de diferentes materiales: materiales óseos o cartilaginosos y la dentina en los peces y las tortugas; la quitina forma el exoesqueleto en los artrópodos y en algunos hongos y bacterias; el carbonato de calcio constituyen las conchas de los moluscos, braquiópodos y algunos poliquetos y los corales y otros organismos acuáticos como los briozoários segregan exosqueletos calcáreos; la sílice conforma el exoesqueleto en las diatomeas microscópicas y radiolarios; en algunos organismos, como ciertos foraminíferos, los dermatoesqueletos se aglutinan pegando granos de arena y concha en su exterior. Contrariamente a una idea común errónea, los equinodermos no poseen exoesqueleto, pues siempre están contenidos dentro de una capa de tejido vivo.
Los dermatoesqueletos de algunos animales han resultado de procesos evolutivos independientes, por lo que algunos animales con endoesqueleto poseen también esqueleto dérmico. Así ocurre con algunos mamíferos, como los armadillos con sus estructuras óseas, el pangolín con el pelo. Entre los reptiles, las tortugas presentan caparazones óseas y los cocodrilos tienen escudos óseos y escamas córneas.

## El exoesqueleto de los artrópodos
Es una cubierta externa normalmente dura y resistente producida por la secreción de las células tegumentarias. El dermatoesqueleto está compuesto por el polisacárido quitina, un polímero formado por cadenas rectas y simples (no ramificadas) de N-Acetilglucosamina, un monosacárido que incluye nitrógeno en su composición. En algunos casos el exoesqueleto aparece calcificado, reforzado por la aposición de carbonato cálcico; es el caso de muchos crustáceos, como los cangrejos o las langostas. El exoesqueleto sirve también de depósito de productos de excreción, como la guanina, lo que es a veces causa de colores vivos o brillo metálico, como se observan en muchos artrópodos (como arañas, etc.).
El exoesqueleto es realmente «continuo», pero aparece estructurado en zonas engrosadas (escleritos) que se articulan por líneas o zonas de menor espesor. En artrópodos de vida aérea, como los insectos o los arácnidos, el exoesqueleto se continúa hacia las cavidades respiratorias (pulmones o tráqueas) allí donde estas se abren al exterior, tapizándolas. También los extremos anterior y posterior del aparato digestivo están tapizados por exoesqueleto.
El exoesqueleto favorece la fosilización, especialmente la de formas marinas, como crustáceos o trilobites, que frecuentemente lo presentan mineralizado

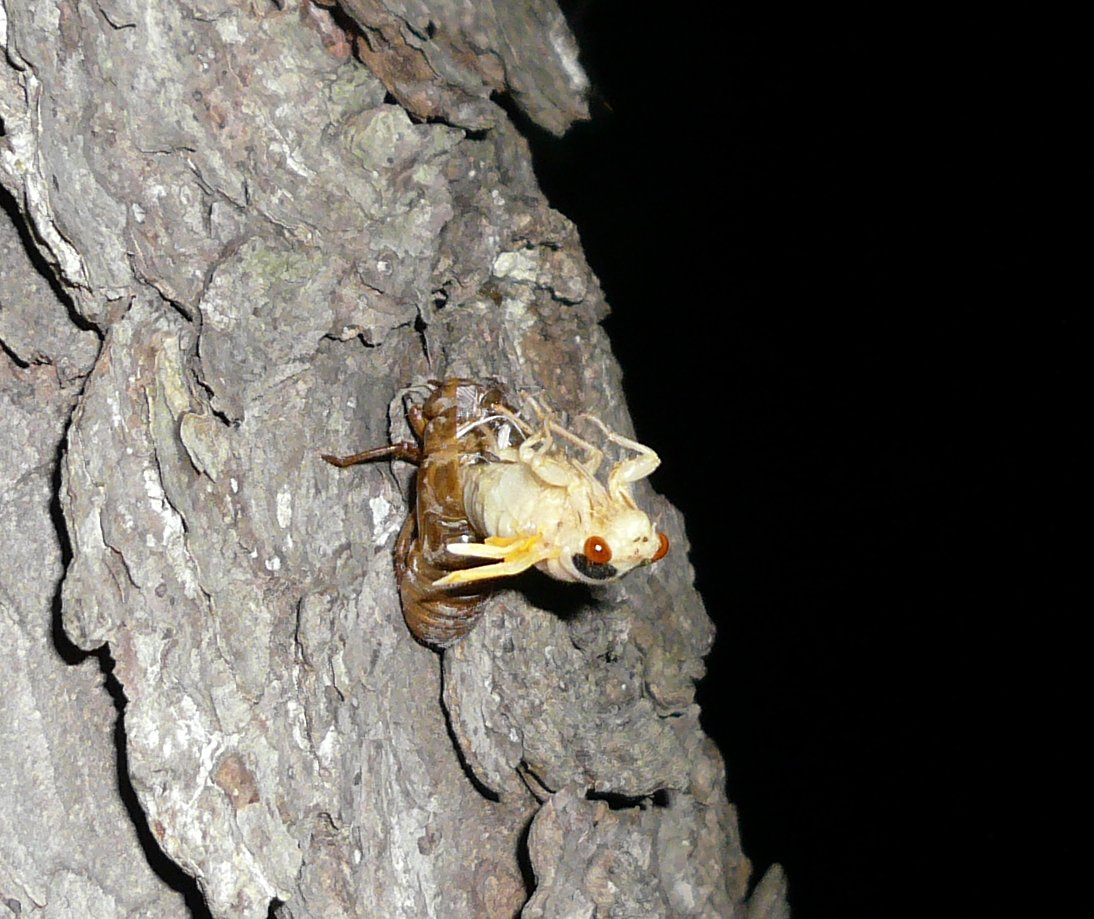
Muda de una cigarra, Magicicada septendecim.

### Ecdisis
El crecimiento de los artrópodos requiere que se desprendan periódicamente de su esqueleto externo, fenómeno al que nos referimos como muda o ecdisis. Cuando llega el momento el animal pasa a un estado de quiescencia (reposo), durante el cual se afloja la consistencia de las partes internas de la cutícula, a la vez que la epidermis, que está debajo, se prepara para la síntesis y secreción de los componentes de la nueva cutícula. Por un aumento de  presión interna, o a veces por otro mecanismo, se desgarra la vieja cutícula y el animal realiza los esfuerzos necesarios para desprenderse de ella a la vez que secreta la nueva. Cuando sale se encuentra en un estado de debilidad y su consistencia es blanda. En un plazo más o menos breve la nueva cubierta se endurece.
La ecdisis afecta, naturalmente, a los recubrimientos de las cavidades internas, de origen ectodérmico (los dos extremos del tracto digestivo y, en artrópodos aéreos, las tráqueas o pulmones).
La ecdisis no atañe solamente a los artrópodos, sino a los otros phylums dotados de cutícula con los que están emparentados, y que conforman con ellos el clado de los ecdisozoos.

## Exoesqueletos artificiales
Los humanos han usado durante mucho tiempo las armaduras como exoesqueletos artificiales para su protección, especialmente en combate.
Las ortesis son una forma médica limitada de exoesqueleto. Una ortesis es un mecanismo que acoplado a una pierna, o al torso, permite mejorar o corregir el comportamiento de esa pierna o de la espina dorsal. Una prótesis de pierna es un dispositivo que sustituye la parte faltante de una pierna. Si la prótesis forma su propia cubierta, se considera exoesqueletal. Si la estructura y el mecanismo son usados de manera interna y está cubierto de un material blando y no estructural, se considera una prótesis endoesqueletal.
Los exoesqueletos mecánicos han comenzado a ser usados con propósitos médicos e industriales, saltando del terreno de la ciencia ficción, pero aún se encuentran en estado de prototipo.[cita requerida] No obstante, el gobierno de Estados Unidos ha financiado con 50 millones de dólares un proyecto para integrar exoesqueletos mecánicos a unidades de marines, con propósito de aumentar su rendimiento.[cita requerida]

## Nota
1. ↑  el diccionario de la RAE redirecciona «exoesqueleto» a «dermatoesqueleto».[1]